# ایالت تاچیرا
ایالت تاچیرا (به اسپانیایی: Estado Táchira) یکی از ایالت‌های ۲۳گانهٔ ونزوئلا است که در بخش غربی این کشور واقع شده‌است. مرکز این ایالت، شهر سن کریستوبال است.

## مساحت
تاچیرا با ۱۱٬۱۰۰ کیلومتر مربع وسعت، ۱٫۲ درصد از مساحت کل ونزوئلا را به خود اختصاص داده و از این لحاظ، شانزدهمین ایالت این کشور محسوب می‌شود.

## جمعیت
جمعیت تاچیرا در سال ۲۰۰۷ بالغ بر ۱٬۱۷۷٬۳۰۰ نفر برآورد شده که ۴٫۵ درصد از جمعیت کل کشور را شامل می‌شود. این ایالت از این جهت، نهمین ایالت ونزوئلا به‌شمار می‌رود.

## سیاست
«کسار پرز ویواس» از سال ۲۰۰۸ تا ۲۰۱۲ میلادی، سمت فرمانداری این ایالت را برعهده گرفته‌است.

## سایر مشخصات
تاچیرا در سال ۱۸۹۹ تأسیس شده و از لحاظ ناحیهٔ زمانی، ۴ ساعت و ۳۰ دقیقه با گرینویچ اختلاف دارد.